# Polypogon tentacularia
Polypogon tentacularia is een nachtvlinder uit de familie van de spinneruilen (Erebidae). De spanwijdte loopt tot 30 millimeter bij de mannetjes. De vlinders zijn soms overdag actief. De soort komt voor in vrijwel geheel Europa. Hij overwintert als pop.

## Waardplanten
De vlinder heeft als waardplanten paardenbloem, guldenroede en havikskruid.

## Voorkomen in Nederland en België
De vlinder komt in Nederland niet voor. In België is het een zeldzame soort, die alleen weleens wordt gezien in de provincies Namen, waar hij sinds 1980 niet meer is waargenomen, en Luxemburg. De vlinder kent één generatie die vliegt van halverwege juni tot en met juli.